# Silene tatarica
Silene tatarica là loài thực vật có hoa thuộc họ Cẩm chướng. Loài này được (L.) Pers. miêu tả khoa học đầu tiên năm 1805.